# Chrysostomus Hanthaler
Chrysostomus Hanthaler (* 14. Januar 1690 in Mehrnbach, Oberösterreich; † 2. September 1754 in Lilienfeld, Niederösterreich) war ein österreichischer Zisterziensermönch, Historiker und Numismatiker.

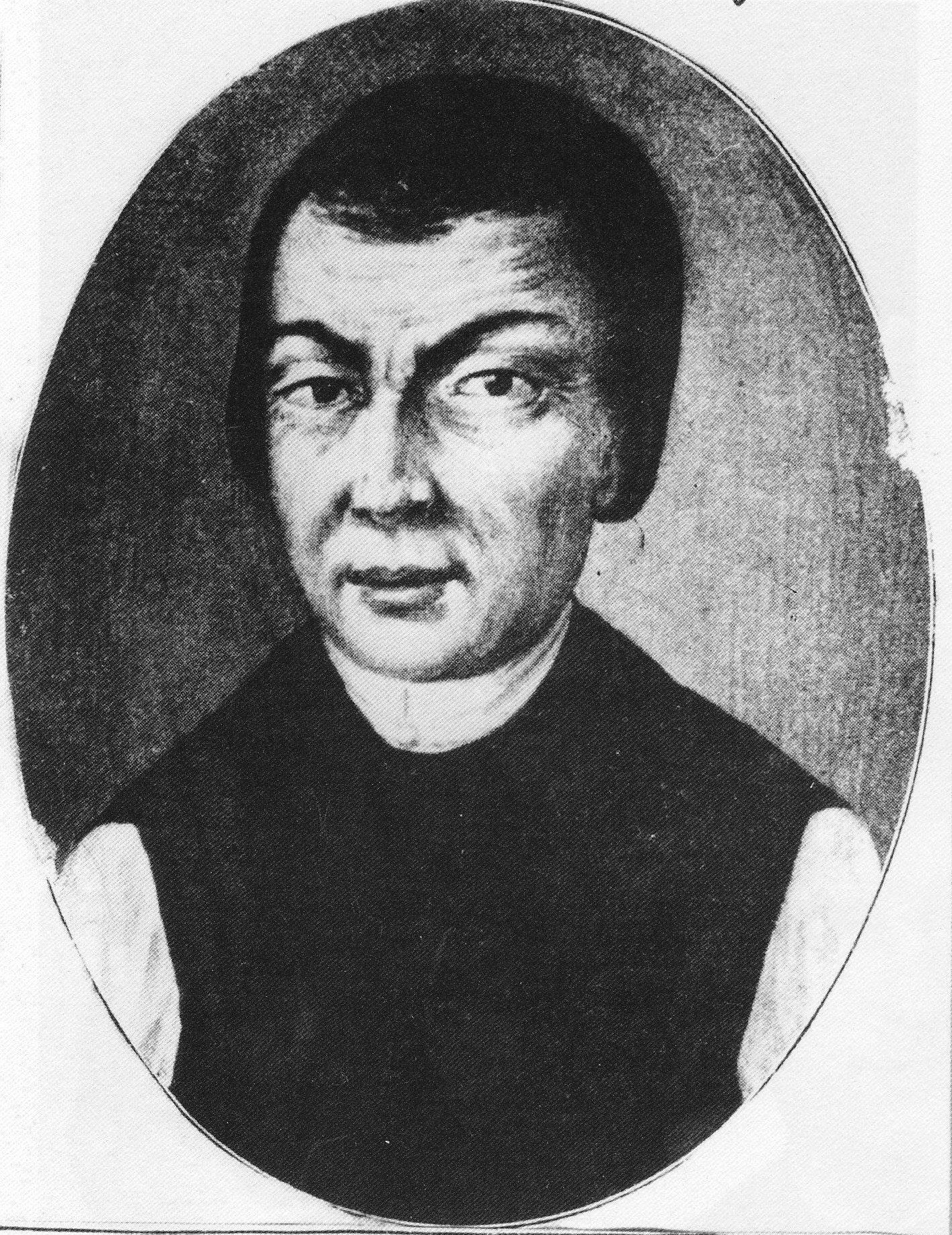
P. Chrysostomus Hanthaler

Johannes Adam Hanthaler kam als lediges Kind, der Sohn einer Bauernmagd, zur Welt. Nach Rechts-, Philosophie- und Theologiestudium in Salzburg trat er 1716 in das Zisterzienserstift Lilienfeld ein und nahm den Ordensnamen Chrysostomus an. Am 1. Mai 1718 erhielt er die Priesterweihe und wurde bald darauf Novizenmeister und Subprior. Er erwarb sich als Stiftsbibliothekar durch Katalogisierungsarbeit große Verdienste. 1733 wurde er für einige Jahre nach Marienberg im Burgenland, das damals zu Ungarn gehörte, versetzt, kam 1737 nach Lilienfeld zurück und diente seinem Abt Chrysostomus Wieser als Provinzialsekretär. Während seines ganzen Ordenslebens forschte er über die Lilienfelder Stiftsgeschichte; 22 Manuskriptbände im Stiftsarchiv geben heute Zeugnis davon sowie zahlreiche Publikationen. Sein Hauptwerk, die Fasti Campililienses, bringt eine umfassende mit Landes- und Adelsgeschichte eng verbundene Geschichte des Klosters Lilienfeld. Hanthaler gilt heute als hochbegabter Vertreter der kirchlichen Frühaufklärung, aber der Wert seines Werkes wird wesentlich durch die Übernahme und Zitierung von ihm selbst erfundener Quellen zur österreichischen und zur Klostergeschichte in der Babenbergerzeit beeinträchtigt. 1742 hatte er gefälschte Annalen eines Mönches Ortilo, der sich auf eine verschollene Schrift eines Kaplans des Markgrafen Adalbert, Alold von Pöchlarn, beruft, ediert. Schon von Zeitgenossen angezweifelt, wurden im 19. Jahrhundert die aufsehenerregenden Quellenfunde als Fälschungen erwiesen, jedoch wurde die Möglichkeit offengelassen, dass Hanthaler für einzelne Angaben noch eine echte, seither verschollene Lilienfelder Quelle zur Verfügung hatte.

## Schriften
- Fasti Campililienses. 2 Bände (in 4). Ilger, Linz 1747–1754, (Digitalisate: Band 1, 1, Band 1, 2, Band 2, 1, Band 2, 2).
- Fastorum Campililiensum Continuatio seu recensus diplomatico-genealogico Archivii Campililiensis. (Herausgegeben von Johann Ladislaus Pyrker). 2 Bände. Beck, Wien 1819–1820, (Digitalisate: Band 1, Band 2).
- Notulæ anecdotæ e Chronica Illustris Stirpis Babenbergicæ in Osterrichia dominantis, Quam Vir Reverendus Aloldus de Peklarn, Serenissimi quondam Austriæ Marchionis Adalberti ab Anno MXXXIV. usque ad Annum MLVI. Capellanus conscripsit, a Fr. Ortilone Uno è primis Monachis Campililiensibus sub finem Seculi XII. excerptæ. Praxel, Krems 1742, (Digitalisat).